# Notobranchaea inopinata
Notobranchaea inopinata is een slakkensoort uit de familie van de Notobranchaeidae. De wetenschappelijke naam van de soort is voor het eerst geldig gepubliceerd in 1887 door Pelseneer.